# Espaço de Hilbert
Na matemática, um espaço de Hilbert é uma generalização do espaço euclidiano que não precisa estar restrita a um número finito de dimensões.
É um espaço vetorial dotado de produto interno, ou seja, com noções de distância e ângulos. Esse espaço obedece uma relação de completude, que garante que os limites existem quando esperados, o que permite e facilita diversas definições da Análise. Os espaços de Hilbert permitem que, de certa maneira, noções intuitivas sejam aplicadas em espaços funcionais. Por exemplo, com eles podemos generalizar os conceitos de séries de Fourier em termos de polinômios ortogonais. Os espaços de Hilbert são de importância crucial para a Mecânica Quântica.
Espaços de Hilbert foram criados por David Hilbert, que os estudou no contexto de equações integrais. John von Neumann criou a nomenclatura "der abstrakte Hilbertsche Raum" em seu famoso trabalho em operadores Hermitianos não limitados, publicado em 1929. Talvez, John Von Neumann seja o matemático que melhor reconheceu a importância desse trabalho original.
Os elementos de espaço de Hilbert abstratos são chamados vetores. Em aplicações, eles são tipicamente sequências de números complexos ou funções. Em Mecânica Quântica, por exemplo, um sistema físico é descrito por um espaço de Hilbert complexo que contém os vetores de estado, que contém todas as informações do sistema e complexidades multifocais.

## Definição
Seja {\displaystyle \mathrm {H} } um  espaço vetorial sobre um corpo {\displaystyle \mathrm {K} } ( Reais ou Complexos) e {\displaystyle \langle .,.\rangle :\mathrm {H} \rightarrow \mathrm {K} } um produto interno, então {\displaystyle \mathrm {H} } é um espaço de Hilbert se for completo (espaço de Banach) com a norma induzida pelo produto interno, isto é:
{\displaystyle \|x\|={\sqrt {\langle x,x\rangle }}.}

## Norma induzida pelo produto interno
Seja E um espaço vetorial sobre um corpo {\displaystyle \mathrm {K} }, com produto interno. A função {\displaystyle \lVert .\rVert :E\rightarrow K} definida como:
{\displaystyle \|x\|={\sqrt {\langle x,x\rangle }},\forall x\in E}
é uma norma em E :
Demonstração: Vamos verificar as propriedades da norma. Note que as três primeiras propriedades seguem diretamente das propriedades do produto interno:
(N1) {\displaystyle \lVert x\rVert \geq 0}:
(N2) {\displaystyle \lVert x\rVert =0\Longleftrightarrow x=0}
(N3) {\displaystyle \lVert ax\rVert =|a|\lVert x\rVert }, para {\displaystyle \forall a\in K}
Vamos mostrar a quarta propriedade da norma, a desigualdade triangular:
(N4) {\displaystyle \lVert x+y\rVert \leq \lVert x\rVert +\lVert y\rVert }
{\displaystyle \lVert x+y\rVert ^{2}=\langle x+y,x+y\rangle ^{2}=\langle x,x\rangle +\langle x,y\rangle +\langle y,x\rangle +\langle y,y\rangle \Rightarrow }
{\displaystyle \lVert x+y\rVert ^{2}=\langle x+y,x+y\rangle ^{2}=\langle x,x\rangle +\langle x,y\rangle +{\overline {\langle x,y\rangle }}+\langle y,y\rangle \Rightarrow }
{\displaystyle \lVert x+y\rVert ^{2}=\langle x+y,x+y\rangle ^{2}=\langle x,x\rangle +2Re(\langle x,y\rangle )+\langle y,y\rangle \Rightarrow }
{\displaystyle \lVert x+y\rVert ^{2}\leq \lVert x\rVert +2|\langle x,y\rangle |+\lVert y\rVert }
Pela desigualdade de Cauchy-Schwartz temos:
{\displaystyle \lVert x+y\rVert ^{2}\leq \lVert x\rVert +2\lVert x,y\rVert +\lVert y\rVert \Rightarrow }
{\displaystyle \lVert x+y\rVert ^{2}\leq (\lVert x\rVert +\lVert y\rVert )^{2}\Rightarrow }
{\displaystyle \lVert x+y\rVert \leq \lVert x\rVert +\lVert y\rVert }
Logo {\displaystyle \lVert .\rVert :E\rightarrow K} é uma norma. {\displaystyle \blacksquare }

## Lei do Paralelogramo
Vimos que todo produto interno pode induzir uma norma, no entanto fica a pergunta: "Toda norma é induzida por um produto interno?"
A contrapositiva da proposição que segue nos permite verificar se uma norma é induzida por um produto interno.

### Proposição[2]
Seja {\displaystyle (E,\langle ,\rangle )} um espaço vetorial com produto interno, então a  norma induzida pelo produto interno satisfaz a Lei do Paralelogramo:
{\displaystyle \lVert x+y\rVert ^{2}+\lVert x-y\rVert ^{2}=2(\lVert x\rVert ^{2}+\lVert y\rVert ^{2})}
Demonstração:
{\displaystyle {\begin{cases}\lVert x+y\rVert ^{2}=\lVert x\rVert ^{2}+\langle x,y\rangle +\langle y,x\rangle +\lVert y\rVert ^{2}\\\lVert x-y\rVert ^{2}=\lVert x\rVert ^{2}-\langle x,y\rangle -\langle y,x\rangle +\lVert y\rVert ^{2}\\\end{cases}}}
Somando as equaçôes do sistema acima obtemos a Lei do Paralelogramo {\displaystyle \blacksquare }